# Ellerhuizen
Ellerhuizen (Gronings: Ellerhoezen) is een buurtschap en een voormalig kerspel in de gemeente Het Hogeland in de provincie Groningen in Nederland.
Ellerhuizen wordt voor het eerst genoemd in 1384 als Aylardahusum en Aylardahuzum, gelegen in de parochie Bedum, rond 1600 als Elderdehueßen, in de 17e eeuw als Elderhuisen. De naam is ontleend aan de mansnaam Aylard of Elderd of de geslachtsnaam Aylarda. De kerk moet al vroegtijdig zijn verdwenen; in een parochieregister van omstreeks 1475 wordt hij niet meer vermeld. Het kerspel is samengevoegd met Bedum. Bij boerderij 'De Wijk' zijn in 1841 fundamenten en 20 skeletten gevonden, die de vermoedelijke locatie van deze kerk aanduiden. Andere opvallende vondsten stammen van boerderij 'De Hoogte'.
De buurtschap bestaat uit een verzameling boerderijen en huizen die zich zo'n 2½ km uitstrekt langs de Ellerhuizerweg. De weg begint bij het Boterdiep, loopt dan 1½ km nagenoeg naar het oosten en dan nog 1 km naar het noordoosten.
Over het Boterdiep liggen twee bruggen die de Ellerhuizerbrug (of -klap) en de Oude Ellerhuizerbrug heten. De "Oude" brug, gelegen in het fietspad, is in werkelijkheid de nieuwste, maar heet zo omdat deze op de landhoofden van de afgebroken brug is gebouwd. Deze waren blijven bestaan toen er, bij de aanleg van de rondweg rond Zuidwolde, net ten zuiden van deze brug een vervangende werd aangelegd. De brug bleek echter een gevaarlijk punt te zijn, omdat fietsers hier even van de parallelweg af moesten, om het kanaal over te steken. In de jaren 80 is daarop de brug op de oude locatie hersteld.

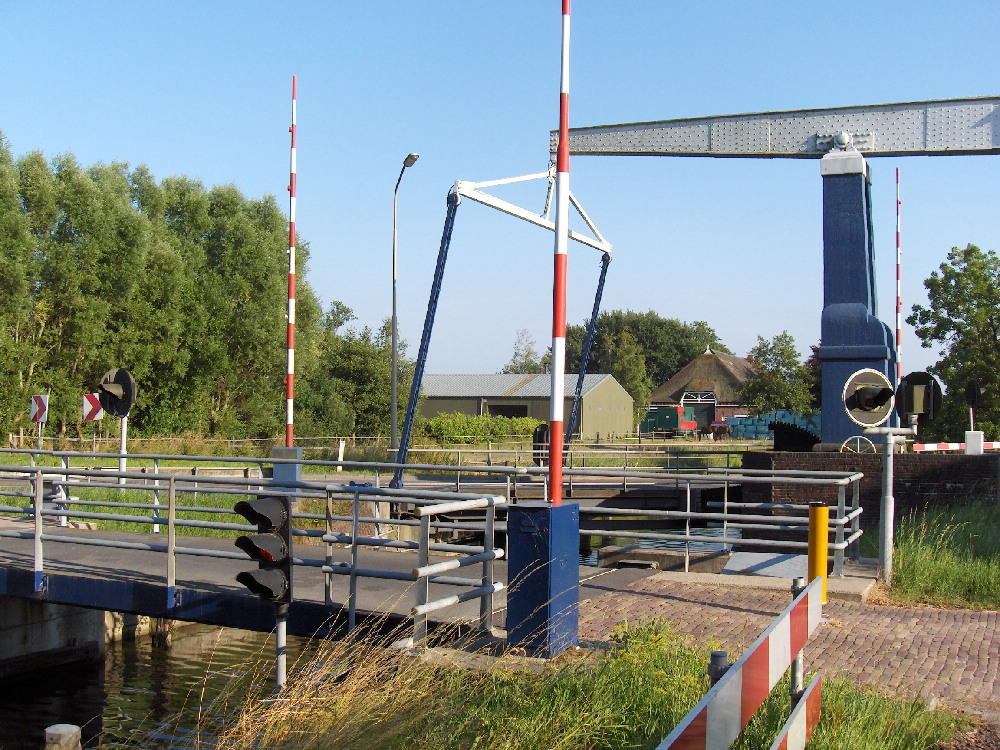
De bruggen bij Ellerhuizen - vooraan de (vernieuwde) Oude, daarachter de nieuwe
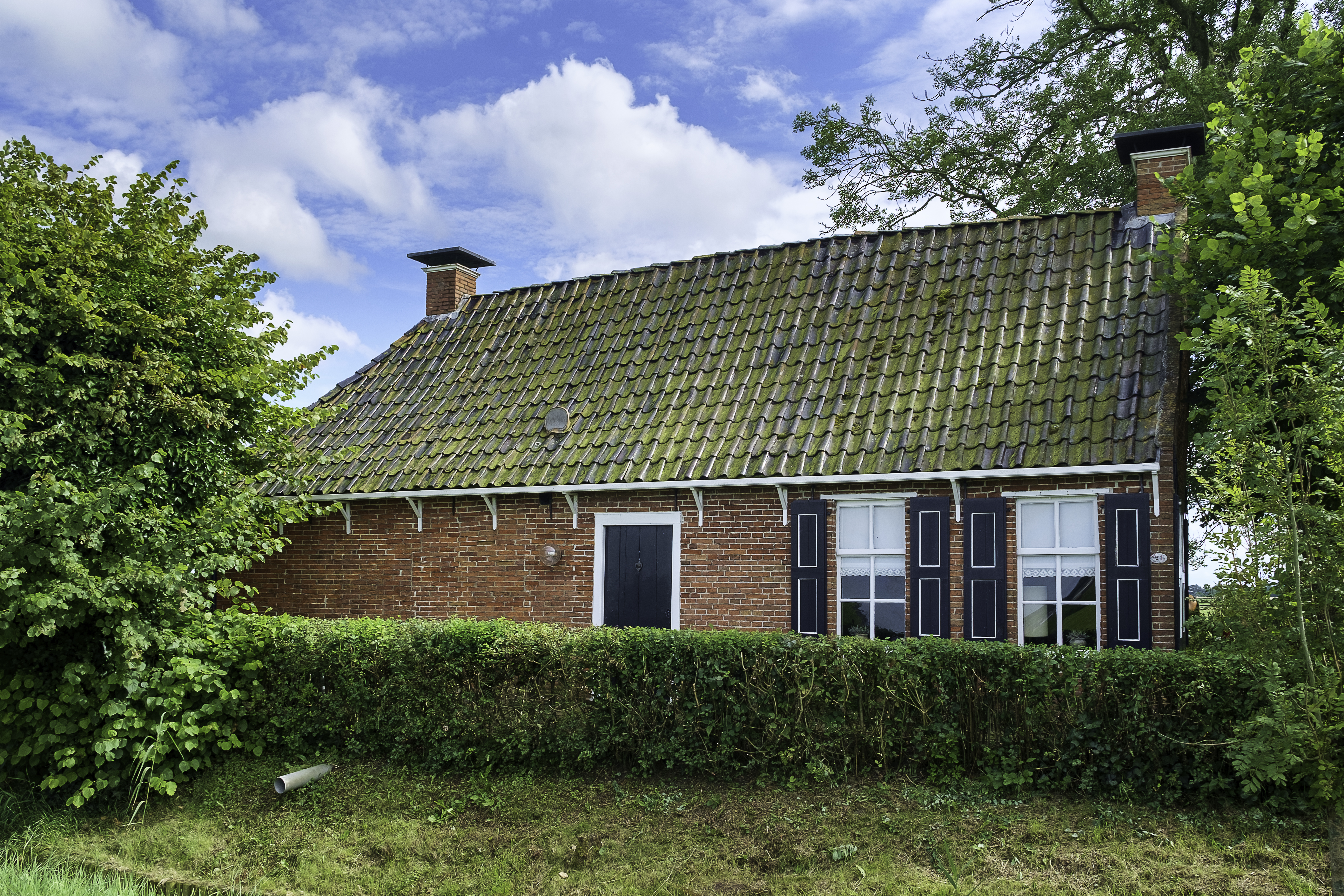
Woning genaamd 'Blauw Börgje'. De naam verwijst naar een na 1870 afgebroken woning met blauwe dakpannen waar vroeger landbouwers uit de omgeving samenkwamen om belangrijke zaken te bespreken.